# Hortensjowate

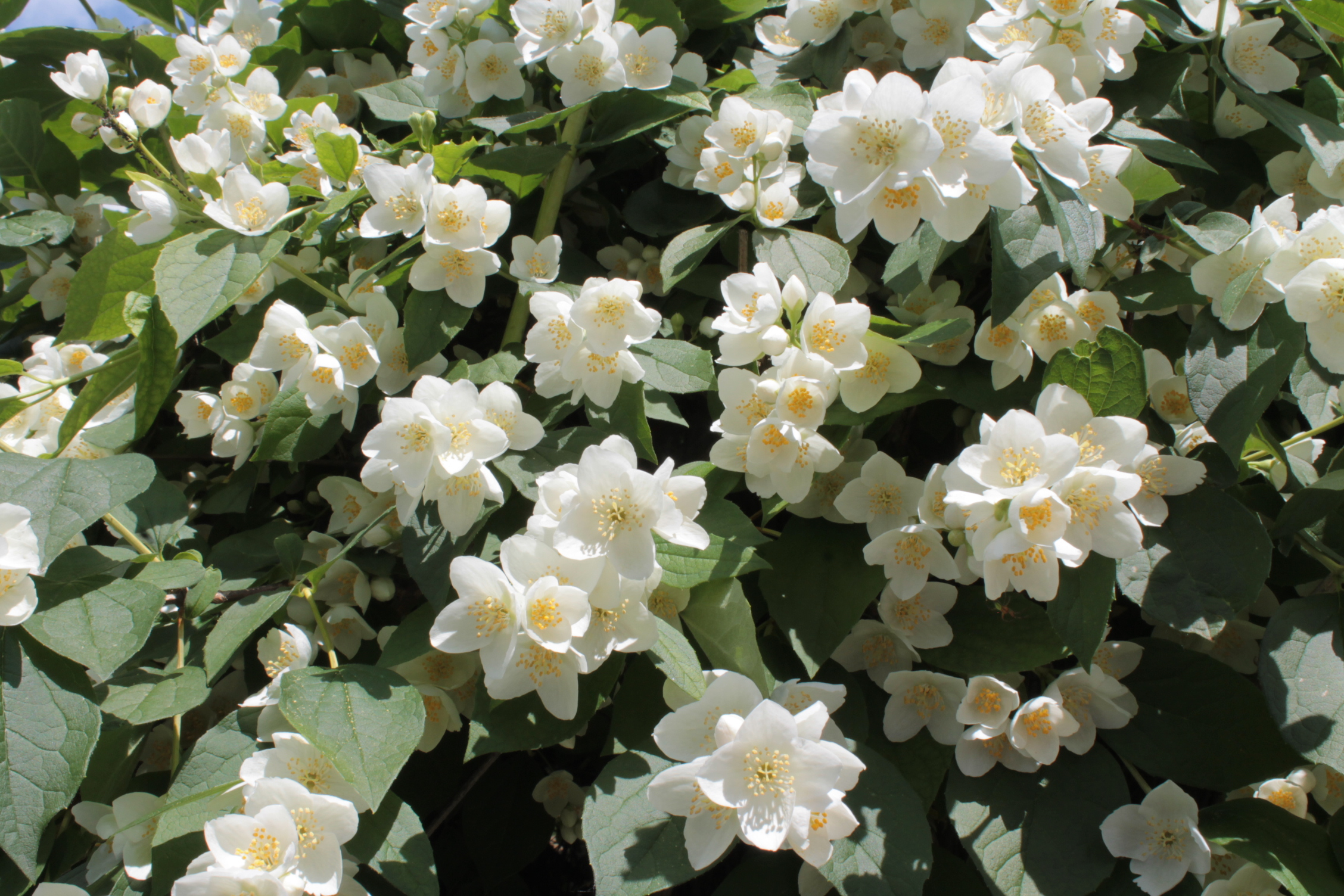
Jaśminowiec wonny

Hortensjowate (Hydrangeaceae Dumort.) – rodzina roślin należąca do rzędu dereniowców. Obejmuje 9 rodzajów z 270 gatunkami. Należą tu głównie rośliny krzewiaste strefy subtropikalnej i umiarkowanie ciepłej, występujące we wschodniej i południowo-wschodniej Azji oraz wyspach Oceanii, w Ameryce Północnej, Środkowej i wzdłuż Andów w Ameryce Południowej. W Europie tylko jeden przedstawiciel – jaśminowiec wonny. Są to rośliny garbnikodajne, często trujące dla ludzi.
Liczne gatunki uprawiane są jako ozdobne, zwłaszcza dotyczy to rodzajów hortensja, jaśminowiec i żylistek, rzadziej kirengeszoma. Suszone korzenie hortensji (zwłaszcza Hydrangea febrifuga) oraz żylistek wykorzystywane są także do celów leczniczych. Z zaparzanych liści hortensji piłkowanej Hydrangea serrata w Japonii i Korei sporządza się słodki napój „ama-cha”. Drewno hortensji bukietowej H. paniculata używane bywa do wyrobu rączek parasolek. Kwiaty jaśminowców wykorzystywano w przemyśle perfumeryjnym.

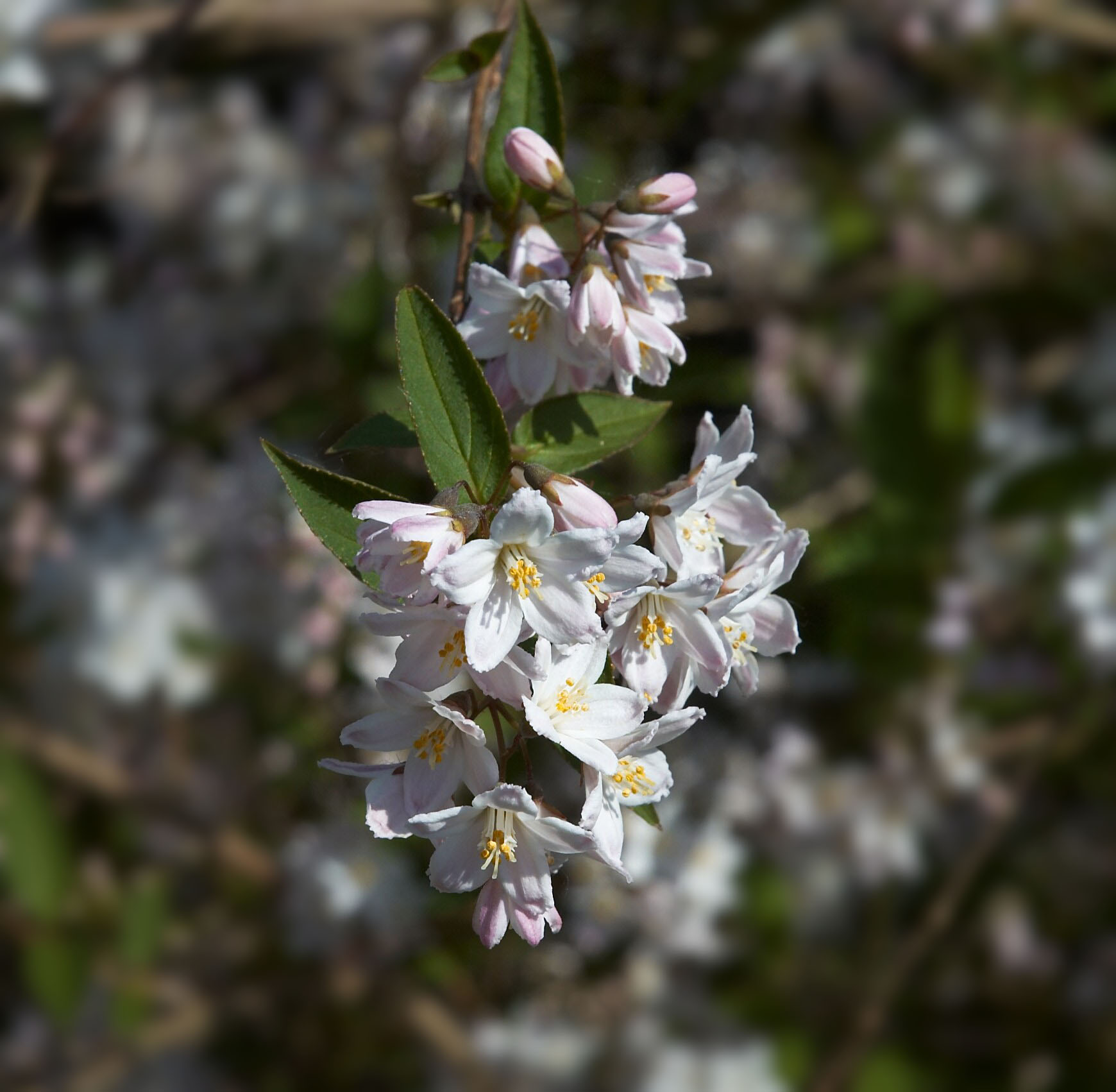
Żylistek wysmukły

## Morfologia

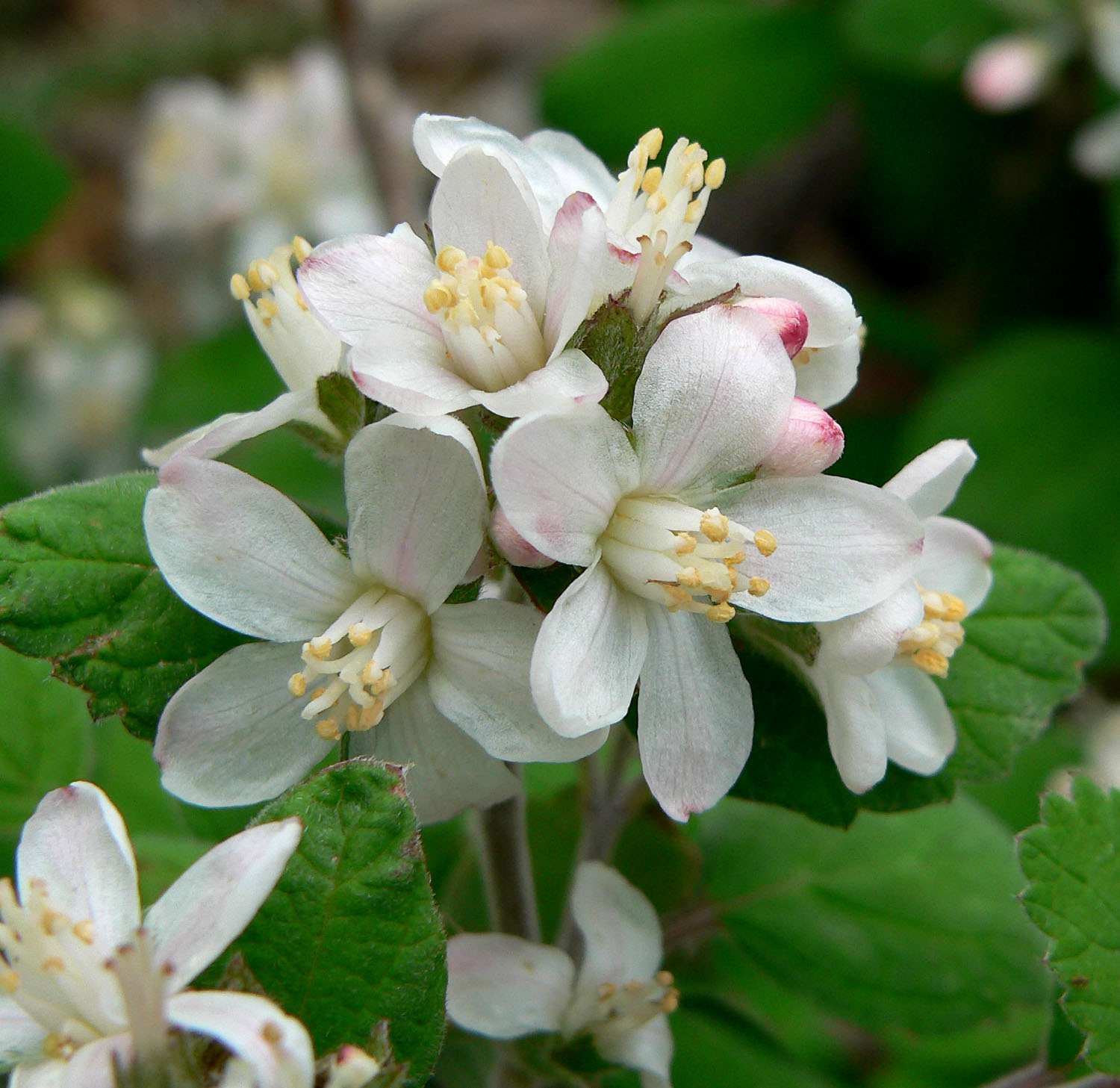
Dżemsja amerykańska

PokrójWiększość przedstawicieli rodziny to krzewy, rzadko niskie drzewa. Kirengeszoma i niektóre gatunki hortensji to okazałe byliny kłączowe, niektóre gatunki hortensji to także drewniejące pnącza wspinające się za pomocą czepnych korzeni przybyszowych. Pędy są nagie lub owłosione, z włoskami pojedynczymi lub rozgałęzionymi.
LiścieNaprzeciwległe (tylko w rodzaju hortensja występują też skrętoległe), zwykle z listewką łączącą oba liście w węźle, biegnącą dookoła łodygi, ogonkowe lub siedzące, bez przylistków. Blaszka pojedyncza, tylko u kirengeszomy i hortensji dębolistnej bywa pierzasto wcinana. Brzeg liścia karbowany lub piłkowany, rzadko całobrzegi. Blaszka od 1 cm długości u gatunków kseromorficznych do 25 cm długości u gatunków leśnych.
KwiatyZebrane w szczytowe kwiatostany wierzchotkowate, zwykle groniasto złożone, rzadziej główkowate. Kwiaty 4- lub 5-krotne, rzadko, 8-, 10- lub 12-krotne, czasem wyraźnie dimorficzne – poza kwiatami płodnymi występują kwiaty płonne o powiększonych działkach kielicha, pełniących funkcję powabni. Kwiaty są obupłciowe z wyjątkiem Hydrangea arguta (= Broussaisia arguta). Liczba pręcików jest zwykle dwukrotnie większa niż płatków. Nitki pręcików są spłaszczone i tworzą rurkę wokół słupka. Zalążnia całkowicie lub wpół dolna, tworzona zwykle przez 3–5 (rzadko do 7 lub nawet 12) owocolistków. W poszczególnych komorach rozwija się od 1 do 50 anatropowych zalążków.
OwoceTorebki, rzadziej jagody.

## Systematyka
Przez długi czas rodzaj hortensja Hydrangea wraz z najbliżej spokrewnionymi uznawany był za blisko spokrewniony ze skalnicowatymi Saxifragaceae, zwracano też uwagę na pewne podobieństwa do rodzaju kalina Viburnum. Badania molekularne potwierdziły jednak ich przynależność do dereniowców w obrębie których są siostrzane dla ożwiowatych Loasaceae. Zmieniło się także ujęcie rodzaju Hydrangea, który miał charakter polifiletyczny i dla uczynienia go monofiletycznym konieczne było jego poszerzenie o szereg wyróżnianych dawniej, takich jak: przywarka Schizophragma, Broussaisia, Decumaria, Dichroa, Pileostegia, Platycrater.
Grupa koronna hortensjowatych datowana jest na 69–83 miliony lat i wyodrębnienie się tej rodziny datowane jest na późną kredę. Liczne skamieniałości potwierdzają znaczącą obecność tych roślin we florze umiarkowanie wilgotnych lasów trzeciorzędowych na półkuli północnej.
Pozycja systematyczna według APweb (aktualizowany system APG IV z 2016)
|  | Grubbiaceae  |
|  |              |
|  | Curtisiaceae |
|  |              |

|  | Loasaceae – ożwiowate         |
|  |                               |
|  | Hydrangeaceae – hortensjowate |
|  |                               |

|  | Grubbiaceae  |
|  |              |
|  | Curtisiaceae |
|  |              |

|  | Loasaceae – ożwiowate         |
|  |                               |
|  | Hydrangeaceae – hortensjowate |
|  |                               |

|  | Grubbiaceae  |
|  |              |
|  | Curtisiaceae |
|  |              |

|  | Loasaceae – ożwiowate         |
|  |                               |
|  | Hydrangeaceae – hortensjowate |
|  |                               |

|  | Grubbiaceae  |
|  |              |
|  | Curtisiaceae |
|  |              |

|  | Loasaceae – ożwiowate         |
|  |                               |
|  | Hydrangeaceae – hortensjowate |
|  |                               |

Podział rodziny na podrodziny i rodzaje według APweb (aktualizowany system APG IV z 2016)
- Podrodzina Jamesioideae Hufford – 5 gatunków w dwóch rodzajach z zachodniej części Stanów Zjednoczonych
  - Fendlera Engelm. & A. Gray
  - Jamesia Torr. & A. Gray – dżemsja

- Podrodzina Hydrangeoideae Burnett
  - plemię: Philadelpheae
    - Carpenteria Torr. – karpenteria[10]
    - Deutzia Thunb. – żylistek
    - Fendlerella (Greene) A. Heller
    - Kirengeshoma Yatabe – kirengeszoma
    - Philadelphus L. – jaśminowiec
    - Whipplea Torr.

  - plemię: Hydrangeeae
    - Hydrangea L. – hortensja

Pozycja w systemie Takhtajana (2008)
Rodzina razem z ożwiowatymi Loasaceae tworzy rząd Loasales (alternatywnie Hydrangeales) w obrębie nadrzędu Cornanae w podklasie Asteridae.
Pozycja w systemie Reveala (1993–1999)
Gromada okrytonasienne (Magnoliophyta Cronquist), podgromada Magnoliophytina Frohne & U. Jensen ex Reveal, klasa Rosopsida Batsch, podklasa dereniowe (Cornidae Frohne & U. Jensen ex Reveal), nadrząd Cornanae Thorne ex Reveal, rząd hortensjowce (Hydrangeales Nakai), rodzina hortensjowate (Hydrangeaceae Dumort.).